# Pitseolak Ashoona
Cette page contient des caractères spéciaux ou non latins. S’ils s’affichent mal (▯, ?, etc.), consultez la page d’aide Unicode.
Pitseolak Ashoona ou Pitsiulaaq Asuuna (ᐱᑦᓯᐅᓛᖅ ᐊᓲᓇ, en syllabaire inuktitut) est une graveuse inuk née entre 1904 et 1908 et morte le 28 mai 1983. Elle était membre de l'Académie royale des arts du Canada. 

## Biographie
Pitseolak nait sur l’île de Nottingham, au Nunavut actuel, alors que sa famille migre de Salluit vers la terre de Baffin. Elle est la fille de Timungiak et d'Oootochie. Son nom signifie « pigeon de mer » en inuktitut. Passant son enfance dans des camps de la côte sud de Baffin, elle fait partie des dernières générations d'inuit élevées selon le mode de vie traditionnel, se nourrissant des fruits de la chasse et de la cueillette et s'appuyant sur le savoir chamanique. 
Vers 1922 ou 1923, Pitseolak épouse le chasseur Ashoona dans la péninsule de Foxe de l'île de Baffin. Elle porte dix-sept de leurs enfants, mais elle n'en élève que six ; certains meurent en bas âge, tandis que d'autres sont, conformément à la coutume, adoptés et élevés par d'autres familles. 
Après la mort de son mari à 40 ans des suites d'une maladie virale, Pitseolak élève seule quatre de ses enfants, parmi lesquels Kiawak et Napachie[réf. nécessaire]. Des années de misère suivent la mort d'Ashoona, au début de la Seconde Guerre mondiale. La guerre correspond au déclin du marché de la fourrure. 
Le décès d'Ashoona amène Pitseolak à devenir une artiste. Le dessin apaise sa solitude et lui permet de faire le deuil d'Ashoona. Les œuvres de Pitseolak lui permettent de subvenir aux besoins de sa famille. Bien que son art soit né de circonstances douloureuses, il exprime surtout des souvenirs et des expériences plaisants : des scènes de privation et de souffrance n'apparaissent presque jamais dans ses dessins, bien que certaines images témoignent de tristesse et de nostalgie. 
Pitseolak est reconnue comme l'une des premières artistes inuits à créer des œuvres autobiographiques. Son art contenant des images de la vie traditionnelle inuite a contribué à la création d'une forme d'art inuit moderne, capable de transmettre les connaissances et les valeurs traditionnelles, connaissant un succès populaire et commercial mondial.
Pitseolak décède le 28 mai 1983 à Cape Dorset.

## Carrière artistique
Originellement, Pitseolak Ashoona travaille à coudre et à broder des produits destinés à la vente dans le cadre d'un programme d'artisanat lancé par le département des Affaires nordiques en 1956. C'est lorsqu'elle observe le travail de sa cousine à l'atelier de Cape Dorset que Pitseolak se met au dessin. Ses premiers travaux sont bien accueillis. Elle devient rapidement l'une des artistes les plus populaires parmi les graveurs de Cape Dorset. 
Pitseolak est l’une des premières artistes à réaliser des gravures pour l'atelier de Cape Dorset. Artiste autodidacte, elle trouve des solutions aux problèmes artistiques à travers « un programme autodirigé de dessin répétitif ». 
Travaillant d’abord avec un crayon graphite, Pitseolak passe ensuite aux crayons de couleur, puis aux feutres. Ceux-ci deviennent son support privilégié en raison des couleurs riches et vibrantes qui expriment le mieux la joie caractéristique de son travail. Elle s'essaie également à la gravure sur plaques de cuivre, mais n'apprécie pas cette technique. 
En 1973, Pitseolak raconte son histoire dans le documentaire animé Pictures out of My Life de l'Office national du film du Canada,. Elle entre à l'Académie royale des arts du Canada en 1974. En 1975, elle fait l'objet d'une rétrospective à la Smithsonian Institution de Washington, organisée par le ministère des Affaires indiennes et du Nord Canada. Elle reçoit l'Ordre du Canada en 1977 pour l'ensemble de son œuvre.
Au cours des deux dernières décennies de sa vie, elle produit une collection de plus de 7 000 images représentant des scènes de la vie quotidienne précoloniale et des légendes. Ses œuvres ont fait l'objet d'expositions dans des musées canadiens, notamment le Musée des beaux-arts du Canada, le Musée national des beaux-arts du Québec, le Winnipeg Art Gallery, le Musée des beaux-arts de l'Ontario, le Musée canadien des civilisations et la Galerie d'art de Vancouver. Un timbre commémorant la journée internationale des femmes lui est dédié en 1993.